# Cavadinești (gmina)
Cavadinești – gmina w Rumunii, w okręgu Gałacz. Obejmuje miejscowości Cavadinești, Comănești, Gănești i Vădeni. W 2011 roku liczyła 3125 mieszkańców. 